# Rudolf Peierls

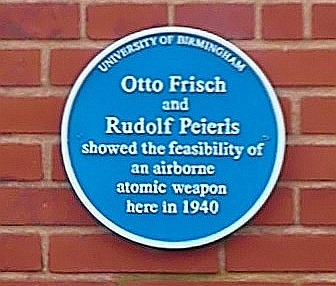
La Universitatea din Birmingham o placă albastră amintește de Memorandumul Frisch-Peierls (1940)

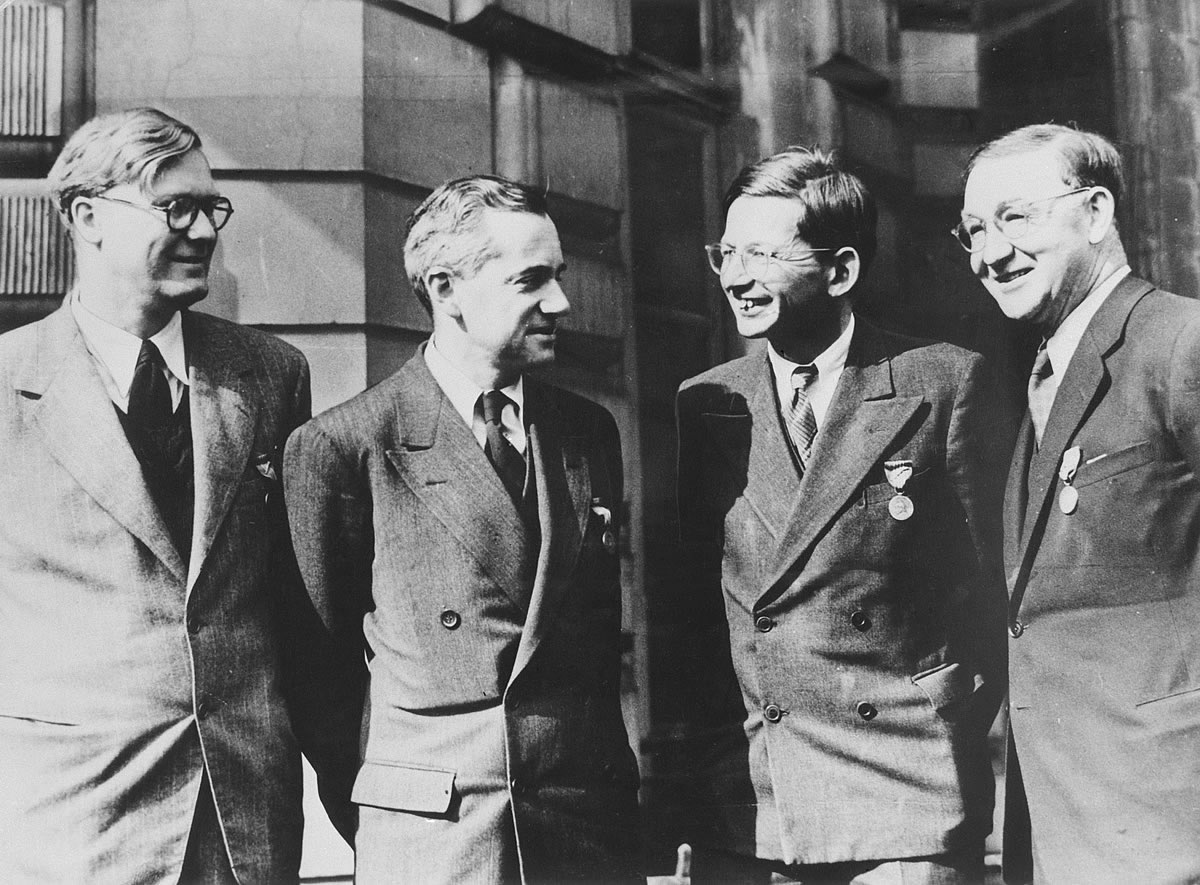
William Penney, Otto Frisch, Rudolf Peierls și John Cockcroft, decorați cu Medal of Freedom (1945)

Sir Rudolf Ernst Peierls (n. 5 iunie 1907, Berlin, Imperiul German – d. 19 septembrie 1995, Oxford, Anglia, Regatul Unit) a fost un fizician britanic de origine germană. A adus contribuții importante la diverse domenii ale fizicii, în principal la fizica nucleară și fizica solidului. Începând din 1937 a fost profesor la Universitatea din Birmingham, iar începând din 1963 profesor la Universitatea Oxford; a creat o influentă școală de fizică teoretică.

## Activitatea privind aplicațiile militare și pașnice ale energiei nucleare
În urma preluării puterii de către naziști în Germania, Peierls, care se afla la Cambridge ca bursier Rockefeller, a hotărât să nu se mai întoarcă în țară. A devenit preocupat de progresele cercetării nucleare și de pericolul ca o bombă să fie construită de Germania Nazistă. În 1940, Otto Frisch și Rudolf Peierls au adresat guvernului britanic un memorandum (cunoscut ulterior ca Memorandumul Frisch-Peierls) în care atrăgeau atenția asupra posibilității de a construi o bombă atomică bazată pe uraniu 235. În 1941 un grup format din Rudolf Peierls, Otto Frisch, James Chadwick și Klaus Fuchs a început studiul teoretic în cadrul proiectului britanic de a dezvolta această bombă. În 1943 cercetătorii britanici s-au alăturat Proiectului Manhattan. După război, Peierls a devenit consultant pentru Atomic Energy Research Establishment din Harwell, centrul de cercetare și dezvoltare pentru energie nucleară din Regatul Unit. Preocupat de consecințele armelor nucleare la dezvoltarea cărora contribuise, a activat în cadrul Organizației Pugwash.

## Distincții
Activitatea lui Rudolf Peierls a fost onorată prin numeroase distincții academice și civile, printre care Commander of the Order of the British Empire (CBE)  și Knight Bachelor ; aceasta din urmă acordă dreptul de a utiliza titlul Sir înaintea prenumelui.